# Famille d'acrobates
Famille d'acrobates ou Famille d'acrobates avec un singe est une peinture de Pablo Picasso peinte en 1905 durant sa période rose. Cette aquarelle sur carton de 104 × 75 cm est exposée au musée des beaux-arts de Göteborg.

## Description
Probablement dans les coulisses d'un théâtre ou d'une salle de spectacle, une famille d'acrobates pose. Un jeune homme svelte en costume d'Arlequin regarde un enfant assis sur les genoux d'une jeune femme en robe de danseuse. À côté d'eux un singe les regarde. L'homme et la femme forment probablement un couple et l'enfant est sûrement le leur, d'où le titre du tableau "Famille d'acrobates".

## Histoire
Il est très probable que la femme représentée sur ce tableau soit Madeleine. Elle est l'une des maîtresses de Picasso de 1904 à 1905,. Picasso n'évoquera Madeleine qu'après le décès de Fernande Olivier, qui était sa compagne officielle. Il avait pourtant réalisé un portrait de Madeleine en janvier 1905 (durant sa relation avec Fernande), aujourd'hui conservé au MoMA à New York.